# Diphucephala lineata
Diphucephala lineata är en skalbaggsart som beskrevs av Jean Baptiste Boisduval 1835. Diphucephala lineata ingår i släktet Diphucephala och familjen Melolonthidae. Inga underarter finns listade i Catalogue of Life.